# Пандулева воденица
Пандулевата воденица (на гръцки: Υδρόμυλος Παντούλη) е забележителност на македонския град Драма, Гърция.
Изобилието на води в изворите на Драматица в центъра на Драма са предпоставка за наличието на много воденици. В началото на XX век водениците около изворите за 15, като всички са в ръцете на турци. Първата водна турбина е внесена от компанията „Антониос Зьогас“. В 1922 година след изселването на турците от Драма, някои от водениците са закупени от гърци.
От всички воденици са запазени три на южния бряг на езерото – на Зонке, на Пандулис и на Димиропулос. И трите воденици имат помещения за мелене и помещение за складиране.
Пандулевата воденица се намира в парка около изворите на Драматица и е обявена от Министерство на културата за исторически паметник заедно с помощните си постройки и оборудването. Малко преди края на османската власт в Драма, воденицата е закупена от братя Пандулис, които я използват и за работно място и за жилишна къща. Воденицата има пет чифта хромели. В 1929 година поради икономическата криза братя Пандулис разрушават турската постройка и я изграждат наново, добавяйки електрическа мелница, която работи успоредно с водното колело. След 1950 година воденицата е оборудвана с нови цилиндри, като от каменните хромелни двойки остава една. Така капацитетът ѝ става фрезоване петнадесет тона на ден. Воденицата работи до 1992 година. Днес е развлекателен център наречен „Милос“ (Воденицата), като е запазена само част от механичното оборудване.